# Wanaka

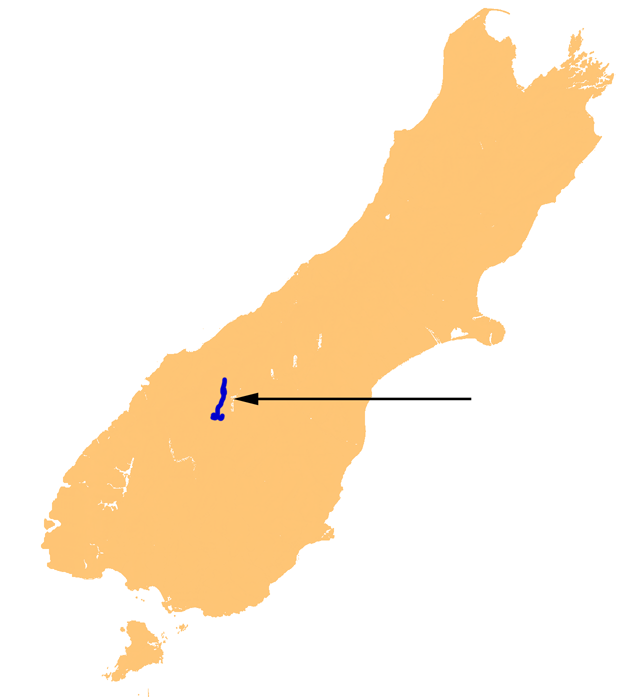
Jezioro Wanaka położone jest na Wyspie Południowej.

Wanaka – jezioro położone w regionie Otago w Nowej Zelandii, na wysokości 280 m nad poziomem morza. Jezioro zajmuje powierzchnię 193 km² i jest 4 największym jeziorem Nowej Zelandii. Wpływają do niego rzeki Makarora (z północy) i Matukituki (z zachodu). Do jeziora trafiają wody z obszaru liczącego 2543 km². Głębokość jeziora wynosi prawdopodobnie więcej niż 300 metrów.
| Dane klimatyczne dla Wanaka                                                                                     | Dane klimatyczne dla Wanaka | Dane klimatyczne dla Wanaka | Dane klimatyczne dla Wanaka | Dane klimatyczne dla Wanaka | Dane klimatyczne dla Wanaka | Dane klimatyczne dla Wanaka | Dane klimatyczne dla Wanaka | Dane klimatyczne dla Wanaka | Dane klimatyczne dla Wanaka | Dane klimatyczne dla Wanaka | Dane klimatyczne dla Wanaka | Dane klimatyczne dla Wanaka | Dane klimatyczne dla Wanaka |
| Miesiąc | Sty                         | Lut                         | Mar                         | Kwi                         | Maj                         | Cze                         | Lip                         | Sie                         | Wrz                         | Paź                         | Lis                         | Gru                         | Rok                         |
| --- | --------------------------- | --------------------------- | --------------------------- | --------------------------- | --------------------------- | --------------------------- | --------------------------- | --------------------------- | --------------------------- | --------------------------- | --------------------------- | --------------------------- | --------------------------- |
| Średnia wysoka °C (°F)                                                                                          | 23,9 (75)                   | 23,4 (74.1)                 | 20,8 (69.4)                 | 17,3 (63.1)                 | 12,2 (54)                   | 8,4 (47.1)                  | 8,4 (47.1)                  | 11,0 (51.8)                 | 14,4 (57.9)                 | 16,8 (62.2)                 | 19,8 (67.6)                 | 21,9 (71.4)                 | 16,53 (61.73)               |
| Średnia niska °C (°F)                                                                                           | 10,8 (51.4)                 | 10,4 (50.7)                 | 8,4 (47.1)                  | 5,1 (41.2)                  | 1,6 (34.9)                  | −0,9 (30.4)                 | −1,2 (29.8)                 | −0,2 (31.6)                 | 2,4 (36.3)                  | 5,0 (41)                    | 7,3 (45.1)                  | 9,6 (49.3)                  | 4,86 (40.73)                |
| Średnia opadów mm (cale)                                                                                        | 56,9 (2.24)                 | 50,2 (1.976)                | 60,7 (2.39)                 | 56,4 (2.22)                 | 62,7 (2.469)                | 54,5 (2.146)                | 52,2 (2.055)                | 52,8 (2.079)                | 56,4 (2.22)                 | 63,1 (2.484)                | 54,7 (2.154)                | 51,9 (2.043)                | 672,5 (26.476)              |
| Średnie miesięczne usłonecznienie (godz)                                                                        | 231,5                       | 201,7                       | 182,6                       | 164,0                       | 135,5                       | 120,5                       | 126,6                       | 155,8                       | 172,5                       | 193,8                       | 202,2                       | 212,1                       | 2.098,8                     |
| Źródło: https://web.archive.org/web/20160304074234/http://www.lakewanaka.co.nz/content/library/Weather_data.pdf |                             |                             |                             |                             |                             |                             |                             |                             |                             |                             |                             |                             |                             |